# كأس رابطة الأندية الإنجليزية المحترفة 2011–12
كأس رابطة الأندية الإنجليزية المحترفة 2011–12 (بالإنجليزية: 2011–12 Football League Cup)‏ هو الموسم 52 من  كأس رابطة الأندية الإنجليزية المحترفة، وهو الموسم 52 من  كأس رابطة الأندية الإنجليزية المحترفة. أقيم خلال الفترة 2011 وحتى 2012، والذي يشرف على تنظيمه دوري كرة القدم الإنجليزي، وكان عدد الأندية المشاركة فيه  92، وفاز فيه نادي ليفربول.

## نتائج الموسم
| المركز | فريق         | لعب | ف | ت | خ | له | عليه | ف.أ | نقاط | ملاحظة |
| ------ | ------------ | --- | - | - | - | -- | ---- | --- | ---- | ------ |
|        | نادي ليفربول |     |   |   |   |    |      |     |      |        |